# Perseus Karlström
Philip Enrique Perseus Karlström (Eskilstuna, 2 de mayo de 1990) es un deportista sueco que compite en atletismo, especialista en la disciplina de marcha. Es hijo de la exatleta Siv Ibáñez.
Ganó cuatro medallas en el Campeonato Mundial de Atletismo entre los años 2019 y 2023, y dos medallas en el Campeonato Europeo de Atletismo, en los años 2022 y 2024.
Estudió Matemáticas en la Universidad de Linköping.

## Palmarés internacional
| Campeonato Mundial | Campeonato Mundial      | Campeonato Mundial | Campeonato Mundial |
| Año                | Lugar                   | Medalla            | Prueba             |
| ------------------ | ----------------------- | ------------------ | ------------------ |
| 2019               | Doha (Catar)            | Medalla de bronce  | 20 km marcha       |
| 2022               | Eugene (Estados Unidos) | Medalla de bronce  | 20 km marcha       |
| 2022               | Eugene (Estados Unidos) | Medalla de bronce  | 35 km marcha       |
| 2023               | Budapest (Hungría)      | Medalla de plata   | 20 km marcha       |
| Campeonato Europeo |                         |                    |                    |
| Año                | Lugar                   | Medalla            | Prueba             |
| 2022               | Múnich (Alemania)       | Medalla de plata   | 20 km marcha       |
| 2024               | Roma (Italia)           | Medalla de oro     | 20 km marcha       |